# Jok'Air
Melvin Félix Aka (París, 23 de septiembre de 1991), más conocido como Jok'Air, es un rapero francés de ascendencia marfileña. Formó parte del colectivo de hip hop MZ hasta 2016, antes de iniciar una carrera en solitario.

## Carrera

### MZ
Se apasionó por la música hip hop a los 15 años, tanto que su hermano Davidson decidió pagarle por horas en un estudio de grabación, junto a sus amigos Hache-P, Dehmo y Loka. Los cuatro amigos fundaron el grupo MZ, es decir Mafia Zeutrei.
Entre 2006 y 2016, MZ lanzó dos álbumes de estudio y seis mixtapes, antes de disolverse debido a una discusión que Jok'Air y Davidson tuvieron con Hache-P y Dehmo. Sintiéndose traicionado, Jok'Air decidió comenzar una carrera en solitario.

### Carrera en solitario
Comenzó su carrera en solitario con su título «C'est la guerre», que precedió a su EP «Big Daddy Jok», lanzado el 24 de febrero de 2017. También lanzó dos mixtapes durante el mismo año, titulados «Je suis Big Daddy» y «Jok'Pololo». A principios de 2018, firmó un contrato con el sello Play Two, con el que lanzó su primer álbum, «Jok'Rambo», el 25 de mayo del mismo año.
Su segundo álbum, «Jok'Travolta», estuvo disponible el 29 de marzo de 2019,  y posteriormente fue certificado oro. «Jok'Chirak», su tercer álbum, fue lanzado el 20 de marzo de 2020. 
Durante este período, participó regularmente en Radio Sexe, una radio web transmitida en Twitch sobre sexualidad. También lanzó, en el canal BET, su propio reality show, llamado Jok'Air en Los Ángeles.
Lanzó su cuarto álbum, «VI République», el 11 de diciembre de 2020. La portada del álbum mostraba al activista Assa Traoré bajo la bandera francesa, en el papel de Presidente de la República Francesa. El 19 de noviembre de 2021, fue el turno de su mixtape «New Jok City», que también incluyó sonidos gospel.
Su quinto álbum, «Melvin de Paris», fue lanzado el 12 de mayo de 2023 y contó con Laylow, Dann, Linema, Damso, So La Lune, Kady y Soprano como artistas invitados.

## Discografía

### Álbumes de estudio
- Jok'Rambo (2018)
- Jok'Travolta (2019)
- Jok'Chirak (2020)
- VI République (2020)
- Melvin de Paris (2023)
- Les jolies filles aiment jok'air (2025)

### Mixtapes
- Je suis Big Daddy (2017)
- Jok'Pololo (2017)
- New Jok City (2021)

### Extended Plays
- Big Daddy Jok (2017)

### Como miembro de MZ
- Affaire de famille (2015)
- La dictature (2016)